# Ingrid Fliter
Ingrid Fliter est une pianiste d'origine argentine, née à Buenos Aires le 23 septembre 1973.
Elle a obtenu le deuxième prix au Concours international de piano Frédéric-Chopin à Varsovie en 2000 et enregistré plusieurs disques d'œuvres de Chopin, en particulier chez EMI.
Concertiste internationale, elle réside à New York et Milan.